# Eduard Stöllinger
Eduard „Zapfi“ Stöllinger (* 19. November 1948 in Salzburg; † 16. September 2006 in Schwanenstadt, Oberösterreich) war ein österreichischer Motorradrennfahrer.
Stöllinger gehörte in den 1970er und 1980er Jahren zu den erfolgreichsten Privatfahrern. Neben vier nationalen Titeln in den Klassen bis 250 cm³ und bis 350 cm³ die er 1978 und 1979 erzielte gewann er 1979 den WM-Lauf der 250er-Klasse beim Großen Preis von Belgien.
Stöllinger bestritt seinen ersten Motorrad-WM-Lauf 1977 auf dem Salzburgring. Insgesamt trat er zwischen 1977 und 1981 bei 32 Läufen in den Klassen bis 250 cm³ und bis 350 cm³ an. Dabei bestritt er das Gros der Rennen auf Maschinen von Kawasaki und Yamaha.
Stöllinger arbeitete als Techniker bei Honda Austria und war maßgeblich an den Erfolgen von Motocrosser Erwin Machtlinger und 125er-Europameister Philipp Eitzinger beteiligt.
Am 16. September 2006 stürzte der Salzburger beim Training für den fünften Oldtimer-Grand Prix in Schwanenstadt mit seiner Yamaha TZ 750 und erlag noch an der Unfallstelle seinen schweren Verletzungen.